# Droga stanowa 2 (Australia)

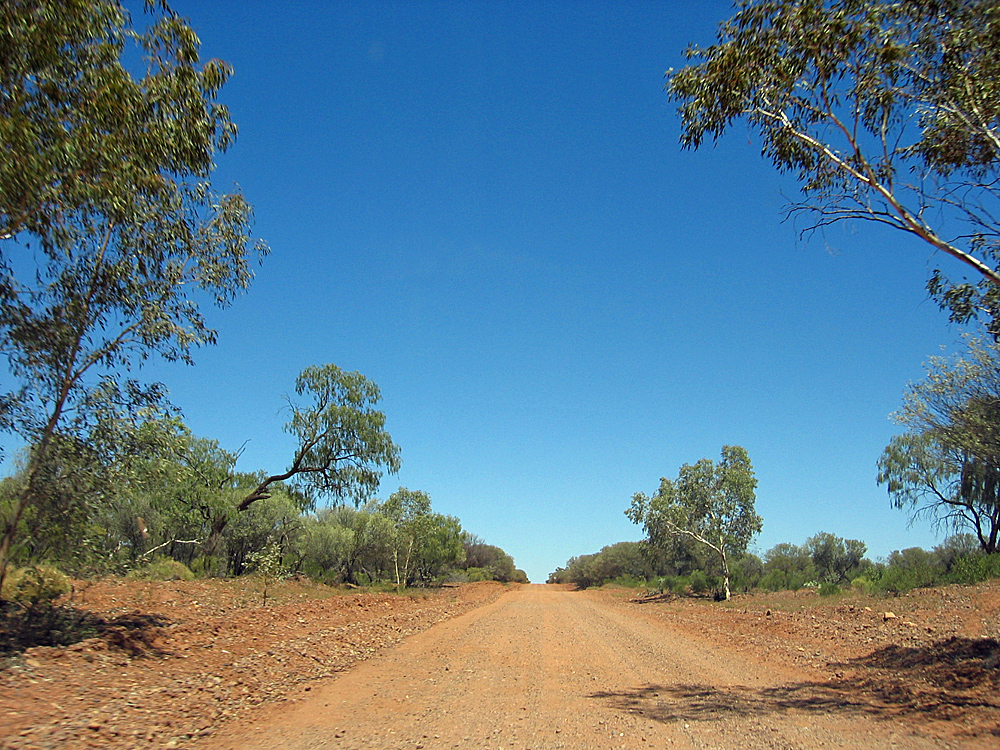
Namatjira

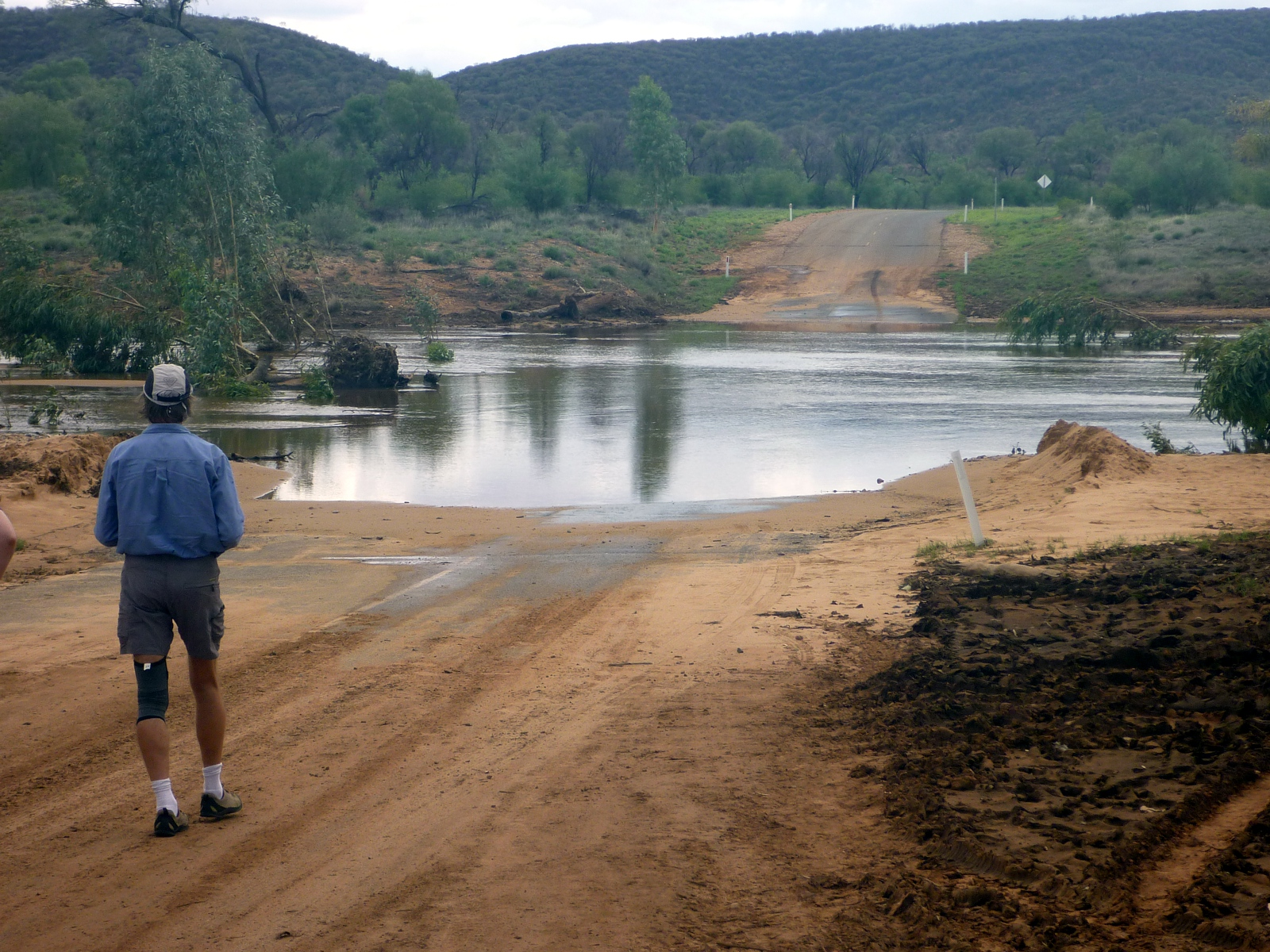
Larapinta

Droga stanowa nr 2, (State Route 2) - numeryczne oznaczenie dwóch australijskich dróg przebiegających na obszarze Terytorium Północnego, o łącznej długości 203 km. Droga jest częścią turystycznego szlaku Red Centre Way.
Nazwy własne dróg, wchodzących w skład drogi stanowej nr 20
- Larapinta Drive[1]
- Namatjira Drive[2]